# Glossobius albinae
Glossobius albinae är en kräftdjursart som beskrevs av Vladimir S. Kononenko 1986. Glossobius albinae ingår i släktet Glossobius och familjen Cymothoidae. Inga underarter finns listade i Catalogue of Life.